# Seznam písní v seriálu Smash
Smash je americký muzikálový seriál. Začal se vysílat na televizní stanici NBC v pondělí 6. února 2012.
9. června 2011 bylo oznámeno, že televizní společnost NBC podepsala smlouvu s Columbia Records na soundtrack k seriálu. Smlouva dává Columbii celosvětová, digitální a fyzická práva na první sérii s možností dalších sérií. Ve smlouvě jsou zahrnuty původní písně složené přímo pro seriál i všechny cover verze písní, které v seriálu zazní. Všechny původní písně složili Marc Shaiman a Scott Wittman, pokud není uvedeno jinak.
Na konci první sérii bylo vydáno 36 studiových nahrávek z seriálových písní; 31 z nich bylo vydáno na iTunes a 5 bylo dostupných na deluxe verzi soundtracku první série.

## Zpívající
Většinu písní z první série zpívá obsazení muzikálu Marilyn (později přejmenován na Bombshell), což zahrnuje Karen Cartwright (Katharine McPhee) a Ivy Lynn (Megan Hilty) a občas Michaela Swifta (Will Chase) a Rebeccu Duvall (Uma Thurman). Další hlavní postavy, které zpívají jsou Tom Levitt (Christian Borle), Dev Sundaram (Raza Jaffrey), Frank Houston (Brian d'Arcy James), Ellis Boyd (Jaime Cepero) a Eileen Rand (Anjelica Huston). Julia Houston (Debra Messing) a Derek Wills (Jack Davenport) se objevili v choreografii.
Menší role jako je Sam Strickland (Leslie Odom mladší) také zpívají. V seriálu se objevilo několik hvězdných hostů a z nich mnoho v seriálu i zpívalo. Byli to například Nick Jonas jako televizní hvězda Lyle West, Bernadette Peters jako Ivyina matka Leigh Conroy a Norbert Leo Butz, který hrál sám sebe.

## Písně

### 1. série
| Název                                        | Původní interpret        | V seriálu zpívá                                                                         | Epizoda                                | Singl | Album              |
| -------------------------------------------- | ------------------------ | --------------------------------------------------------------------------------------- | -------------------------------------- | ----- | ------------------ |
| "Over the Rainbow"                           | Čaroděj ze země Oz       | Karen Cartwright                                                                        | 1. "Pilot"                             | Ne    | TBA                |
| "Never Give All the Heart"                   | Původní píseň            | Ivy Lynn                                                                                | 1. "Pilot"                             | Ne    | TBA                |
| "The National Pastime"                       | Původní píseň            | Ivy Lynn a tanečníci na konkurzu                                                        | 1. "Pilot" 7. "The Workshop"           | Ano   | TBA                |
| "I Wanna Be Loved by You"                    | Marilyn Monroe           | Lisa                                                                                    | 1. "Pilot"                             | Ne    | TBA                |
| "Beautiful"                                  | Christina Aguilera       | Karen Cartwright                                                                        | 1. "Pilot"                             | Ano   | The Music of Smash |
| "Happy Birthday, Mr. President"              | Marilyn Monroe           | Karen Cartwright                                                                        | 1. "Pilot"                             | Ne    | TBA                |
| "Let Me Be Your Star"                        | Původní píseň            | Karen Cartwright and Ivy Lynn                                                           | 1. "Pilot"                             | Ano   | The Music of Smash |
| "Call Me"                                    | Blondie                  | Karen Cartwright                                                                        | 2. "The Callback"                      | Ano   | TBA                |
| "Let Me Be Your Star (reprise)"              | Původní píseň            | Karen Cartwright a Ivy Lynn                                                             | 2. "The Callback" 7. "The Workshop"    | Ne    | TBA                |
| "The 20th Century Fox Mambo"                 | Původní píseň            | Karen Cartwright a obsazení muzikálu Marilyn                                            | 2. "The Callback" 7. "The Workshop"    | Ano   | The Music of Smash |
| "Crazy Dreams"                               | Carrie Underwood         | Ivy Lynn                                                                                | 2. "The Callback"                      | Ano   | The Music of Smash |
| "Grenade"                                    | Bruno Mars               | Michael Swift a obsazení nejmenovaného jukebox muzikálu Bruna Marse                     | 3. "Enter Mr. DiMaggio"                | Ano   | TBA                |
| "Redneck Woman"                              | Gretchen Wilson          | Karen Cartwright a návštěvníci v karaoke baru                                           | 3. "Enter Mr. DiMaggio"                | Ano   | TBA                |
| "Mr. and Mrs. Smith"                         | Původní píseň            | Ivy Lynn a Michael Swift                                                                | 3. "Enter Mr. DiMaggio"                | Ano   | The Music of Smash |
| "The 20th Century Fox Mambo"                 | Původní píseň            | Ivy Lynn a obsazení muzikálu Marilyn                                                    | 4. "The Cost of Art" 7. "The Workshop" | Ne    | TBA                |
| "History is Made at Night"                   | Původní píseň            | Ivy Lynn, Karen Cartwright a obsazení muzikálu Marilyn                                  | 4. "The Cost of Art"                   | Ne    | TBA                |
| "Haven't Met You Yet"                        | Michael Bublé            | Lyle West                                                                               | 4. "The Cost of Art"                   | Ano   | The Music of Smash |
| "I Never Met a Wolf Who Didn't Love to Howl" | Původní píseň            | Ivy Lynn, Julia Houston, Ellis Boyd, Michael Swift, Lyle West a hosté na Lylově večírku | 4. "The Cost of Art"                   | Ano   | TBA                |
| "Rumour Has It"                              | Adele                    | Karen Cartwright, Sue, Jessica a Bobby                                                  | 4. "The Cost of Art"                   | Ne    | TBA                |
| "Happy Birthday, Mr. President"              | Marilyn Monroe           | Karen Cartwright                                                                        | 5. "Let's Be Bad"                      | Ne    | TBA                |
| "Let's Be Bad"                               | Původní píseň            | Ivy Lynn a obsazení muzikálu Marilyn                                                    | 5. "Let's Be Bad"                      | Ano   | The Music of Smash |
| "It's a Man's Man's Man's World"             | James Brown              | Karen Cartwright                                                                        | 5. "Let's Be Bad"                      | Ano   | TBA                |
| "A Song for You"                             | Donny Hathaway           | Michael Swift                                                                           | 5. "Let's Be Bad"                      | Ano   | TBA                |
| "Let Me Be Your Star (Ivy Lynn Solo)"        | Původní píseň            | Ivy Lynn                                                                                | 6. "Chemistry"                         | Ne    | TBA                |
| "Who You Are"                                | Jessie J                 | Ivy Lynn                                                                                | 6. "Chemistry"                         | Ne    | The Music of Smash |
| "Shake It Out"                               | Florence and the Machine | Karen Cartwright                                                                        | 6. "Chemistry"                         | Ne    | The Music of Smash |
| "History is Made at Night"                   | Původní píseň            | Ivy Lynn, Michael Swift a obsazení muzikálu Marilyn                                     | 6. "Chemistry" 7. "The Workshop"       | Ano   | The Music of Smash |
| "Brighter Than the Sun"                      | Colbie Caillat           | Karen Cartwright                                                                        | 7. "The Workshop"                      | Ne    | The Music of Smash |
| "Everything's Coming Up Roses"               | Gypsy: A Musical Fable   | Leigh Conroy                                                                            | 7. "The Workshop"                      | Ne    | The Music of Smash |
| "On Lexington & 52nd Street"                 | Původní píseň            | Michael Swift                                                                           | 7. "The Workshop"                      | Ano   | TBA                |
| "Touch Me"                                   | Původní píseň *          | Karen Cartwright                                                                        | 8. "The Coup"                          | Ne    | The Music of Smash |
| "Three Little Birds"                         | Bob Marley & the Wailers | Frank Houston                                                                           | 8. "The Coup"                          | Ne    | TBA                |
| "Dance to the Music"                         | Sly & the Family Stone   | Jessica, Dennis, Bobby, Sam Strickland a Ivy Lynn                                       | 8. "The Coup"                          | Ano   | TBA                |
| "The Higher You Get, the Farther the Fall"   | Původní píseň            | Norbert Leo Butz a obsazení muzikálu Heaven on Earth                                    | 9. "Hell on Earth"                     | Ne    | TBA                |
| "Arthur Miller Melody"                       | Původní píseň            | Frank Houston                                                                           | 9. "Hell on Earth"                     | Ne    | TBA                |
| "Cheers (Drink to That)"                     | Rihanna                  | Karen Cartwright a Ivy Lynn                                                             | 9. "Hell on Earth"                     | Ano   | TBA                |
| "Breakaway"                                  | Kelly Clarkson           | Ivy Lynn                                                                                | 10. "Understudy"                       | Ne    | The Music of Smash |
| "Don't Say Yes Until I Finish Talking"       | Původní píseň            | Tom Levitt a obsazení Bombshell                                                         | 10. "Understudy"                       | Ano   | TBA                |
| "Three on a Match"                           | Původní píseň            | Obsazení středoškolské verze muzikálu Three on a Match                                  | 10. "Understudy"                       | Ne    | TBA                |
| "Never Give All the Heart"                   | Původní píseň            | Karen Cartwright                                                                        | 10. "Understudy"                       | Ano   | TBA                |
| "Our Day Will Come"                          | Ruby & the Romantics     | Karen Cartwright                                                                        | 11. "The Movie Star"                   | Ne    | The Music of Smash |
| "Dig Deep"                                   | Původní píseň            | Rebecca Duvall a obsazení Bombshell                                                     | 11. "The Movie Star"                   | Ano   | TBA                |
| "Run"                                        | Snow Patrol              | Karen Cartwright                                                                        | 12. "Publicity"                        | Ne    | The Music of Smash |
| "A Thousand and One Nights"                  | Původní píseň            | Karen Cartwright, Dev Sundaram a sbor                                                   | 12. "Publicity"                        | Ano   | TBA                |
| "Second Hand White Baby Grand"               | Původní píseň            | Ivy Lynn                                                                                | 12. "Publicity"                        | Ano   | TBA                |
| "Another Op'nin', Another Show"              | muzikál Kiss Me, Kate    | Tom Levitt a Sam Strickland                                                             | 13. "Tech"                             | Ne    | TBA                |
| "I'm Going Down"                             | Rose Royce               | Ivy Lynn                                                                                | 13. "Tech"                             | Ano   | TBA                |
| "Mr. and Mrs. Smith"                         | Původní píseň            | Rebecca Duvall a Michael Swift                                                          | 14. "Previews"                         | Ne    | TBA                |
| "Don't Say Yes Until I Finish Talking"       | Původní píseň            | Marc Kudisch a obsazení muzikálu Bombshell                                              | 14. "Previews"                         | Ne    | TBA                |
| "Smash!"                                     | Původní píseň            | Karen Cartwright, Ivy Lynn, Sue, Jessica a ženské členky sboru muzikálu Bombshell       | 14. "Previews"                         | Ano   | TBA                |
| "Second Hand White Baby Grand (reprise)"     | Původní píseň            | Rebecca Duvall                                                                          | 14. "Previews"                         | Ne    | TBA                |
| "September Song"                             | Knickerbocker Holiday    | Eileen Rand                                                                             | 14. "Previews"                         | Ne    | The Music of Smash |
| "Stand"                                      | Donnie McClurkin         | Sam Strickland, Karen Cartwright a gospelový sbor                                       | 14. "Previews"                         | Ne    | The Music of Smash |
| "Mr. and Mrs. Smith"                         | Původní píseň            | Karen Cartwright a Michael Swift                                                        | 15. "Bombshell"                        | Ne    | TBA                |
| "I Never Met a Wolf Who Didn't Love to Howl" | Původní píseň            | Karen Cartwright a ženské členky sboru muzikálu Bombshell                               | 15. "Bombshell"                        | Ne    | TBA                |
| "Don't Forget Me"                            | Původní píseň            | Karen Cartwright                                                                        | 15. "Bombshell"                        | Ano   | TBA                |

### 2. série
Ve druhé sérii se setkáváme již s několika muzikály, včetně jednoho, moderního a rozpracovaného s pracovním názvem Hit List. Mnoho z původních písní má hudbu a text od Wittmana a Shaimana, dvorních skladatelů seriálu. Ale kvůli vysoké zatíženosti několik z původních písní použitích pro Hit List skládají i jiní skladatelé a v případě potřeby jsou uvedeni.
| Název                                       | Původní interpret   | Skladatel(é)                                                 | V seriálu zpívá | Epizoda                                                   | Singl | Album                       |
| ------------------------------------------- | ------------------- | ------------------------------------------------------------ | --- | --------------------------------------------------------- | ----- | --------------------------- |
| "Cut, Print... Moving On"                   | Původní píseň       | Marc Shaiman a Scott Wittman                                 | Karen Cartwright | 1. "On Broadway"                                          | Ne    | Bombshell, Smash: Season 2  |
| "Mama Makes Three"                          | Původní píseň       | Marc Shaiman a Scott Wittman                                 | Veronica Moore a obsazení muzikálu Beautiful                                                                                | 1. "On Broadway"                                          | Ano   | Smash: Season 2             |
| "Let Me Be Your Star" (Reprise)             | Původní píseň       | Marc Shaiman a Scott Wittman                                 | Karen Cartwright, Jessica, Beth a Joy                                                                                       | 1. "On Broadway"                                          | Ne    | TBA                         |
| "Let Me Be Your Star" (Reprise)             | Původní píseň       | Marc Shaiman a Scott Wittman                                 | Ivy Lynn | 8. "The Bells and Whistles" 11. "The Dress Rehearsal"     | Ne    | TBA                         |
| "On Broadway"                               | The Drifters        |                                                              | Karen Cartwright a Veronica Moore                                                                                           | 1. "On Broadway"                                          | Ano   | Smash: Season 2             |
| "Don't Dream It's Over"                     | Crowded House       |                                                              | Ivy Lynn | 1. "On Broadway"                                          | Ne    | Smash: Season 2             |
| "Broadway, Here I Come!"                    | Původní píseň       | Joe Iconis                                                   | Jimmy Collins | 1. "On Broadway"                                          | Ano   | Smash: Season 2             |
| "Broadway, Here I Come!"                    | Původní píseň       | Joe Iconis                                                   | Karen Cartwright | 9. "The Parents" 13. "The Producers" 14. "The Phenomenon" | Ne    | TBA                         |
| "Broadway, Here I Come!"                    | Původní píseň       | Joe Iconis                                                   | Ana Vargas | 11. "The Dress Rehearsal" 13. "The Producers"             | Ne    | TBA                         |
| "Broadway, Here I Come!"                    | Původní píseň       | Joe Iconis                                                   | Karen Cartwright, Jimmy Collins, Ana Vargas, Sam Strickland a tanečníci Hit Listu                                           | 17. "The Tonys"                                           | Ne    | Smash: Season 2             |
| "Would I Lie to You"                        | Eurythmics          |                                                              | Karen Cartwright a Ivy Lynn                                                                                                 | 2. "The Fallout"                                          | Ne    | Smash: Season 2             |
| "They Just Keep Moving The Line"            | Původní píseň       | Marc Shaiman a Scott Wittman                                 | Ivy Lynn | 2. "The Fallout"                                          | Ne    | Bombshell, Smash: Season 2  |
| "They Just Keep Moving The Line"            | Původní píseň       | Marc Shaiman a Scott Wittman                                 | Karen Cartwright a tanečníci Bombshell                                                                                      | 3. "The Dramaturg"                                        | Ne    | TBA                         |
| "Caught In The Storm"                       | Původní píseň       | Pasek and Paul                                               | Karen Cartwright | 2. "The Fallout"                                          | Ano   | Smash: Season 2             |
| "Caught In The Storm"                       | Původní píseň       | Pasek and Paul                                               | Jimmy Collins | 5. "The Read-Through"                                     | Ne    | TBA                         |
| "Soon As I Get Home"                        | The Wiz             |                                                              | Veronica Moore | 3. "The Dramaturg"                                        | Ne    | TBA                         |
| "Good For You"                              | Původní píseň       | Drew Gasparini                                               | Karen Cartwright | 3. "The Dramaturg"                                        | Ano   | Smash: Season 2             |
| "Dancing on My Own"                         | Robyn               |                                                              | Ivy Lynn | 3. "The Dramaturg"                                        | Ano   | Smash: Season 2             |
| "Our Little Secret"                         | Původní píseň       | Marc Shaiman a Scott Wittman                                 | Simon a Karen Cartwright | 3. "The Dramaturg"                                        | Ne    | Bombshell, Smash: Season 2  |
| "Our Little Secret"                         | Původní píseň       | Marc Shaiman a Scott Wittman                                 | Simon a Ivy Lynn | 11. "The Dress Rehearsal"                                 | Ne    | TBA                         |
| "I Got Love"                                | Purlie              | TBA                                                          | Veronica Moore | 4. "The Song"                                             | Ano   | Smash: Season 2             |
| "I'm Not Lost" (částečně)                   | Původní píseň       | Marc Shaiman a Scott Wittman                                 | Jimmy Collins | 4. "The Song"                                             | Ne    | TBA                         |
| "Chest of Broken Hearts" (částečně)         | Původní píseň       | Marc Shaiman a Scott Wittman                                 | Karen Cartwright | 4. "The Song"                                             | Ne    | TBA                         |
| "Everybody Loves You Now"                   | Billy Joel          | TBA                                                          | Kyle Bishop a Veronica Moore                                                                                                | 4. "The Song"                                             | Ne    | Smash: Season 2             |
| "I Can't Let Go"                            | Původní píseň       | Marc Shaiman a Scott Wittman                                 | Veronica Moore, Karen Cartwright a Ivy Lynn                                                                                 | 4. "The Song"                                             | Ano   | Smash: Season 2             |
| "Public Relations"                          | Původní píseň       | Marc Shaiman a Scott Wittman                                 | Karen Cartwright a Tom Levitt a obsazení muzikálu Bombshell                                                                 | 5. "The Read-Through"                                     | Ne    | Bombshell, Smash: Season 2  |
| "Some Boys"                                 | Death Cab for Cutie | TBA                                                          | Karen Cartwright | 5. "The Read-Through                                      | Ano   | Smash: Season 2             |
| "This Will Be Our Year"                     | The Zombies         | TBA                                                          | Jimmy Collins, Kyle Bishop, Karen Cartwright a Ana Vargas                                                                   | 6. "The Fringe"                                           | Ano   | TBA                         |
| "Never Give All the Heart" (Reprise)        | Původní píseň       | Marc Shaiman a Scott Wittman                                 | Karen Cartwright a obsazení muzikálu Bombshell                                                                              | 6. "The Fringe"                                           | Ne    | TBA                         |
| "A Letter From Cecile"                      | Původní píseň       | Marc Shaiman a Scott Wittman                                 | Ivy Lynn | 6. "The Fringe"                                           | Ano   | Smash: Season 2             |
| "Heart Shaped Wreckage"                     | Původní píseň       | Julian Emery, Jon Green, James Lawrence Irvin a Lucie Silvas | Karen Cartwright a Jimmy Collins                                                                                            | 6. "The Fringe"                                           | Ano   | Smash: Season 2             |
| "Heart Shaped Wreckage"                     | Původní píseň       | Julian Emery, Jon Green, James Lawrence Irvin a Lucie Silvas | Ana Vargas a Jimmy Collins                                                                                                  | 7. "Musical Chairs"                                       | Ne    | TBA                         |
| "The National Pastime" (Reprise)            | Původní píseň       | Marc Shaiman a Scott Wittman                                 | Karen Cartwright a obsazení muzikálu Bombshell                                                                              | 7. "Musical Chairs"                                       | Ne    | TBA                         |
| "Ce N'Est Pas Ma Faute (It's Not My Fault)" | Původní píseň       | Marc Shaiman a Scott Wittman                                 | Terrence Falls a obsazení muzikálu Liasons                                                                                  | 7. "Musical Chairs"                                       | Ano   | Smash: Season 2             |
| "Rewrite This Story"                        | Původní píseň       | Pasek and Paul                                               | Karen Cartwright a Jimmy Collins                                                                                            | 7. "Musical Chairs"                                       | Ano   | Smash: Season 2             |
| "Rewrite This Story"                        | Původní píseň       | Pasek and Paul                                               | Sam Strickland | 13. "The Producers"                                       | Ne    | TBA                         |
| "Rewrite This Story"                        | Původní píseň       | Pasek and Paul                                               | Karen Cartwright | 16. "The Nominations"                                     | Ne    | TBA                         |
| "(Let's Start) Tomorrow Tonight"            | Původní píseň       | Marc Shaiman a Scott Wittman                                 | Sam Strickland, Tom Levitt, Bobby a Jessica                                                                                 | 8. "The Bells and Whistles"                               | Ne    | Bombshell                   |
| "I Heard Your Voice In a Dream"             | Původní píseň       | Andrew McMahon                                               | Karen Cartwright a Jimmy Collins a obsazení muzikálu Hit List                                                               | 8. "The Bells and Whistles                                | Ano   | Smash: Season 2             |
| "If I Were a Boy"                           | Beyoncé             | TBA                                                          | Ana Vargas | 8. "The Bells and Whistles"                               | Ano   | Smash: Season 2             |
| "Reach For Me"                              | Původní píseň       | Andrew McMahon                                               | Ana Vargas | 9. "The Parents"                                          | Ano   | Smash: Season 2             |
| "Hang the Moon"                             | Původní píseň       | Marc Shaiman a Scott Wittman                                 | Leigh Conroy a Ivy Lynn | 9. "The Parents"                                          | Ne    | Bombshell a Smash: Season 2 |
| "Original"                                  | Původní píseň       | Pasek and Paul                                               | Karen Cartwright | 10. "The Surprise Party"                                  | Ano   | Smash: Season 2             |
| "A Love Letter From the Times"              | Původní píseň       | Marc Shaiman a Scott Wittman                                 | Tom Levitt a Liza Minnelliová                                                                                               | 10. "The Surprise Party"                                  | Ano   | Smash: Season 2             |
| "Bittersweet Symphony"                      | The Verve           | TBA                                                          | Ivy Lynn | 10. "The Surprise Party"                                  | Ano   | Smash: Season 2             |
| "Dig Deep" (reprise)                        | Původní píseň       | Marc Shaiman a Scott Wittman                                 | Ivy Lynn | 11. "The Dress Rehearsal"                                 | Ne    | Bombshell a Smash: Season 2 |
| "Don't Forget Me" (Reprise)                 | Původní píseň       | Marc Shaiman a Scott Wittman                                 | Ivy Lynn | 12. "Opening Night"                                       | Ano   | Smash: Season 2             |
| "That's Life"                               | Frank Sinatra       | TBA                                                          | Karen Cartwright a Ivy Lynn                                                                                                 | 12. "Opening Night"                                       | Ano   | Smash: Season 2             |
| "The 20th Century Fox Mambo" (Reprise)      | Původní píseň       | Marc Shaiman a Scott Wittman                                 | Ivy Lynn a Kathie Lee Gifford                                                                                               | 13. "The Producers"                                       | Ne    | TBA                         |
| "Don't Let Me Know"                         | Původní píseň       | Lucie Silvas a Jamie Alexander Hartman                       | Karen Cartwright a Jimmy Collins                                                                                            | 13. "The Producers"                                       | Ano   | Smash: Season 2             |
| "The Goodbye Song"                          | Původní píseň       | Joe Iconis                                                   | Jimmy Collins, Karen Cartwright, Ana Vargas a obsazení muzikálu Hit List                                                    | 13. "The Producers"                                       | Ano   | Smash: Season 2             |
| "The Last Goodbye"                          | Jeff Buckley        | TBA                                                          | Kyle Bishop | 13. "The Producers"                                       | Ano   | Smash: Season 2             |
| "The Love I Meant to Say"                   | Původní píseň       | Marc Shaiman a Scott Wittman                                 | Jimmy Collins | 14. "The Phenomenon"                                      | Ano   | Smash: Season 2             |
| "High and Dry"                              | Radiohead           | TBA                                                          | Jimmy Collins | 14. "The Phenomenon"                                      | Ano   | Smash: Season 2             |
| "Vienna"                                    | Billy Joel          | TBA                                                          | Tom Levitt | 14. "The Phenomenon"                                      | Ano   | Smash: Season 2             |
| "At Your Feet"                              | Původní píseň       | Marc Shaiman a Scott Wittman                                 | Leigh Conroy a Sophia Caruso                                                                                                | 14. "The Phenomenon"                                      | Ne    | Bombshell a Smash: Season 2 |
| "Pretender"                                 | Původní píseň       | Neznámý                                                      | Karen Cartwright | 15. "The Transfer"                                        | Ano   | Smash: Season 2             |
| "Grin and Bear It"                          | Původní píseň       | Marc Shaiman a Scott Wittman                                 | Ivy Lynn | 15. "The Transfer"                                        | Ano   | Smash: Season 2             |
| "The Right Regrets"                         | Původní píseň       | Marc Shaiman a Scott Wittman                                 | Julia Houston a Tom Levitt                                                                                                  | 15. "The Transfer"                                        | Ne    | Bombshell a Smash: Season 2 |
| "I'm Not Sorry"                             | Původní píseň       | Andrew McMahon                                               | Karen Cartwright a Daisy Parker                                                                                             | 15. "The Transfer"                                        | Ano   | Smash: Season 2             |
| "Feelin' Alright"                           | Traffic             | TBA                                                          | Ivy Lynn | 16. "The Nominations"                                     | Ne    | Smash: Season 2             |
| "If You Want Me"                            | Once                | TBA                                                          | Ana Vargas | 16. "The Nominations"                                     | Ne    | TBA                         |
| "Under Pressure"                            | Queen & David Bowie | TBA                                                          | Ivy Lynn, Karen Cartwright, Jimmy Collins, Ana Vargas, Tom Levitt, Julia Houston, Eileen Rand, Derek Wills a Sam Strickland | 17. "The Tonys"                                           | Ne    | Smash: Season 2             |
| "Big Finish"                                | Původní píseň       | Marc Shaiman a Scott Wittman                                 | Karen Cartwright a Ivy Lynn                                                                                                 | 17. "The Tonys                                            | Ne    | Smash: Season 2             |